# La señora Parker y el círculo vicioso
La señora Parker y el círculo vicioso es una película estadounidense de 1994 escrita y dirigida por el director Alan Rudolph y protagonizada por la actriz Jennifer Jason Leigh, en el papel de la escritora norteamericana Dorothy Parker.
La película gira en torno a la vida, la carrera y los romances de la señora Parker (1893-1967), que fue una narradora y periodista de agudo ingenio, también ardiente defensora de los derechos sociales.
Dorothy Parker fue un miembro original de la Mesa Redonda del Algonquin, un grupo de escritores, actores y críticos que se reunieron entre los años 1919 y 1929 en el Hotel Algonquin de Manhattan, lo cual aparece reflejado en la película.
Muchos actores importantes tienen papeles protagonistas o cameos en la película, actores que no formaban parten del casting original; conforme crecía el número de actores, crecía el número de tramas, por lo que el reparto quedó muy ampliado.

## Ficha Artística

### El círculo vicioso
- Jennifer Jason Leigh — Dorothy Parker
- Campbell Scott — Robert Benchley
- Martha Plimpton — Jane Grant
- Sam Robards — Harold Ross
- Lili Taylor — Edna Ferber
- James LeGros — Deems Taylor
- Nick Cassavetes — Robert E. Sherwood
- David Thornton — George S. Kaufman
- Tom McGowan — Alexander Woollcott
- Chip Zien — Franklin Pierce Adams
- Gary Basaraba — Heywood Broun
- Jane Adams — Ruth Hale
- Matt Malloy — Marc Connelly
- Rebecca Miller — Neysa McMein
- Jake Johannsen — John Peter Toohey
- David Gow — Donald Ogden Stewart
- Leni Parker — Beatrice Kaufman
- J. M. Henry — Harpo Marx

### Maridos, mujeres, amantes, amigos/as y la Mesa Redonda
- Jennifer Beals — Gertrude Benchley
- Peter Benchley — Frank Crowninshield
- Matthew Broderick — Charles MacArthur
- Keith Carradine — Will Rogers
- Amelia Campbell — Mary Brandon Sherwood
- Jon Favreau — Elmer Rice
- Peter Gallagher — Alan Campbell
- Malcolm Gets — F. Scott Fitzgerald
- Heather Graham — Mary Kennedy Taylor
- Andrew McCarthy — Eddie Parker
- Gisèle Rousseau — Polly Adler

### Personajes ficticios
- Stephen Baldwin — Roger Spalding
- Gwyneth Paltrow — Paula Hunt
- Wallace Shawn — Horatio Byrd

Peter Benchley, quien interpretó al editor Frank Crowninshield, es el nieto de Robert Benchley. El actor Wallace Shawn es el hijo de William Shawn, el mayor editor del The New Yorker. 
Aunque la película fue alabada por la crítica, no tuvo, sin embargo, un éxito comercial. Algunos piensan que Jennifer Jason Leigh sobreactuó un poco al interpretar su papel[cita requerida].

## Galardones
- La película perteneció a la Selección Oficial del Festival de Cannes (Nominada a la Palma de oro).
- Leigh ganó el premio a Mejor Actriz en el Festival de Venecia.

- Datos: Q175278